# Duffy
Aimée Ann Duffy (Bangor, Wales, 23. lipnja 1984.), poznatija pod pseudonimom Duffy, velška je pjevačica i skladateljica. Njen debitantski studijski album, Rockferry, ubrzo nakon izlaska na glazbeno tržište dospijeva na prvo mjesto britanske ljestvice s nešto više od 1,5 milijuna prodanih primjeraka, najviše u čitavoj 2008. u Ujedinjenom Kraljevstvu. Višestruko platinasti uradak iznjedrio je uspješnice poput „Mercy“ i „Warwick Avenue“,  a nagrađen je nagradom Grammy. Njene pjesme reprezentativni su primjeri blue-eyed soula i britanskog popa.

## Diskografija
- Rockferry (2008.)
- Endlessly (2010.)

## Vanjske poveznice
- Službena web stranica